# Mario Illibauer
Mario Illibauer (* 3. Mai 1985) ist ein ehemaliger österreichischer Fußballspieler.

## Karriere
Seine Vereinskarriere als Fußballspieler begann Illibauer im Jahr 1991 beim FC Andorf und wechselte 1996 zur SV Ried. Im Jahr 2001 kehrte er wieder zum FC Andorf zurück und debütierte 16-jährig in der Herrenmannschaft des Klubs. Nach Jahren im Unterhaus gelang ihm in der Winterpause 2006/07 der Sprung zum Erstligisten SV Ried, bei dem er am 9. Juli 2008 gegen den SCR Altach sein Debüt in der Bundesliga gab. Beim 3:0-Heimsieg wurde er in der 89. Minute für Herwig Drechsel eingewechselt. Hauptsächlich kam er jedoch für die zweite Mannschaft der Rieder zum Einsatz. Im Sommer 2009 wechselte zum Regionalligaaufsteiger FC Pasching. Dort kam Illibauer zwar zu elf Drittligaeinsätzen, verließ den Klub aber nach einem halben Jahr schon wieder und wechselte zurück zum FC Andorf in die fünftklassige Landesliga West. Dort erzielte er in den folgenden Spielzeiten insgesamt 89 Teffer in 201 Ligaspielen.
Zur Saison 2018/19 wechselte er weiter zum SV Taufkirchen an der Pram und ein Jahr später schloss sich Illibauer der DSG Union Sigharting an. Für diese trat er in der siebentklassigen 1. Klasse Nordwest in Erscheinung, ehe es im Sommer 2022 zu einer Spielgemeinschaft zwischen der DSG Union Sigharting und dem FC Andorf kam. Die erste Mannschaft der SPG übernahm fortan den Platz des FC Andorf in der Landesliga West und nannte sich fortan SPG Andorf/Sigharting, während die zweite Mannschaft in der 1. Klasse Nordwest als SPG Sigharting/Andorf II zum Einsatz kam. Gleich nach dem Zusammenschluss kam Illibauer noch als Stammkraft zum Einsatz, absolvierte aber auch zwei Partien für die zweite Mannschaft. In der Spielzeit 2023/24 kam er nur noch bis zur Winterpause als Stammspieler zum Einsatz; weitere Einsätzen blieben aus. Am 9. Mai 2024 gab er bei einer 1:5-Heimniederlage der SPG Sigharting/Andorf II gegen den SV Waizenkirchen sein Abschiedsspiel und beendete damit seine über zwei Jahrzehnte dauernde Karriere als Aktiver. Die offizielle Verabschiedung fand beim letzten Heimspiel der ersten Kampfmannschaft in der Saison 2023/24 statt.
In der Vergangenheit hatte er mit der Mannschaft auch zweimal (2021 und 2023) die Kick-Ass-Summer-League gewonnen.

## Privat
Hauptberuflich arbeitet Illibauer als Disponent bei der Pimiskern Betonwerk GmbH, die sich in unmittelbarer Nähe des Andorfer Fußballplatzes befindet.